# لیپن
لیپن (به آلمانی: Liepen) یک منطقهٔ مسکونی در آلمان است که در Neetzow-Liepen واقع شده‌است. لیپن ۳۰۵ نفر جمعیت دارد.